# Alexandru Suharev
Alexandru Suharev (în rusă Александр Васильевич Сухарев; n. 3 iulie 1970, Balta, RSS Ucraineană) este un fost fotbalist internațional moldovean care evolua pe postul de atacant.
În perioada 1995-1999 el a jucat 16 meciuri pentru echipa națională de fotbal a Republicii Moldova, marcând un gol.

## Palmares
Zimbru Chișinău
- Divizia Națională (1): 1995–96
- Divizia Națională

Argint: 1996–97
Olimpia Bălți
- Divizia Națională

Bronz: 1994–95